# 德國—俄羅斯關係
德俄关系显示出周期性模式，从合作、結盟到關係紧张，再到全面战争，之後又來回反復。
1873年，在德国首相俾斯麦的主持下，德意志帝國与俄罗斯帝國和奥匈帝国建立了三帝同盟。但在1890年俾斯麦被解职后，他的继任者为争夺德國在巴尔干地区的影响力，选择支持奥匈帝国对抗俄国。德國在第一次世界大战中屬於同盟國，而俄國屬於協約國，兩國之間爆發了直接衝突。1920年代，两国在贸易和（秘密）军事方面相互合作。20世纪30年代，随着纳粹德国和以俄罗斯为主体的苏联在世界各地相互争斗，兩國之間的敌对行动不断升级，例如西班牙内战就是一個例子。1939-41年，德國與苏联關係升溫，兩國簽署了蘇德互不侵犯條約並且一同瓜分波蘭，但納粹德國又於1941年對蘇聯發動巴巴羅薩行動。結果蘇聯与英国和美国结成同盟國，将納粹德国人击退，蘇聯又于1945年5月占领了柏林，徹底消滅了納粹德國。
在冷战期間，德国分裂，东侧的民主德国处于德国统一社会党一党专政之下，并受到苏联方面的密切监视，苏联在那里驻扎了大量军队并在六一七事件中镇压民主德国国民。自冷战结束和兩德統一之後，德国和俄罗斯建立了“战略伙伴关系”，其中能源无疑是最重要的因素之一。德国和俄罗斯在能源方面相互依赖，即德国需要俄罗斯的能源，俄罗斯的能源基础设施則依賴於德国的投资。
根据2014年英国广播公司（BBC）的一项民意调查，只有21%的德国人对俄罗斯持积极态度，这与美国不相上下。然而俄罗斯人对德国的看法比德国人对俄罗斯的看法要积极得多，57%的人对德国持积极态度，12%的人持消极态度。 
2014年，由于俄羅斯聯邦吞併克里米亞并支持頓巴斯戰爭中的親俄武裝，两国关系開始變得消極。德国與歐盟一同对俄罗斯的石油和银行业以及俄罗斯总统普京的親信实施一轮又一轮的制裁。俄罗斯則減少从欧盟进口食品。2022年，在德國政府禁止RT電視台德語頻道轉播後，俄羅斯政府關閉在國內的德國之聲作為報復。2023年4月，俄羅斯和德國互相驅逐對方20多名外交官。2023年5月，俄罗斯宣布德籍在俄人数的上限为350人，导致一些在俄德国学校和其它机构关闭。5月31日，德国外交部宣布除俄罗斯驻德使馆外，只能再留一处总领馆，這意味著德國将吊销俄罗斯駐德五个领事馆之中四个的许可证。2024年4月18日，德國方面指控2名男子涉嫌为俄罗斯破坏並將2人逮捕。德国外交部长還召见俄国驻柏林大使。俄驻德大使馆表示德国逮捕所谓为俄从事间谍活动人员是公然挑衅。